# 奥古斯特·霍姆格伦
奥古斯特·霍姆格伦（丹麥語：August Holmgren；1998年4月22日—）是一名丹麥男職業網球運動員，他在2024年8月26日取得個人單打排名新高的163名，而最高雙打排名則是296名，在2023年7月17日取得。他亦代表丹麥參加台維斯盃，首次出賽是2017年。

## 職業生涯
2021年聖地牙哥網球公開賽，由於费利克斯·奥热-阿利亚西姆退出，他以幸運落敗者身份首次參加ATP巡迴賽，但在第一輪不敵格里戈尔·迪米特罗夫而出局。
2024年7月在西班牙波索布兰科舉行的挑戰賽，他擊敗1號種子安托万·埃斯科菲耶奪冠，贏得個人首項挑戰賽冠軍。兩星期後他在波爾圖贏得另一項挑戰賽冠軍。

## 巡迴賽決賽及冠軍
下述資訊一概出自ATP Tour官方網站的記載。

### 單打
| 賽事          |
| ------------- |
| 大滿貫 (0)    |
| ATP大師賽 (0) |
| ATP巡迴賽 (0) |
| 挑戰賽 (2)    |

| 賽果 | 日期      | 類型   | 巡迴賽           | 地面 | 對手                     | 比分               |
| ---- | --------- | ------ | ---------------- | ---- | ------------------------ | ------------------ |
| 冠軍 | 2024年7月 | 挑戰賽 | 西班牙波索布兰科 | 硬地 | 安托万·埃斯科菲耶        | 3–6, 6–3, 6–4      |
| 冠軍 | 2024年8月 | 挑戰賽 | 葡萄牙波爾圖     | 硬地 | 亚历杭德罗·莫罗·卡尼亚斯 | 7–6(7–3), 7–6(8–6) |

## 外部連結
- 奥古斯特·霍姆格伦（英文/西班牙文）的官方資料
- 奥古斯特·霍姆格伦的官方资料
- 奥古斯特·霍姆格伦的官方資料（英文）